# Anthonomus tenebrosus
Anthonomus tenebrosus là một loài mọt bản địa Nam Mỹ.
A. tenebrosus được điều tra để sử dụng làm tác nhân kiểm soát sinh vật tiềm năng chống lại cây Solanum viarum chủ yếu ở Đông Nam Hoa Kỳ.